# Les Authieux-du-Puits
Les Authieux-du-Puits è un comune delegato e frazione del comune di Merlerault-le-Pin nel dipartimento dell'Orne nella regione della Normandia. In precedenza comune autonomo, il 1º gennaio 2025 è confluito insieme agli ex comuni di La Genevraie, Godisson, Le Merlerault e Nonant-le-Pin nel nuovo comune di Merlerault-le-Pin.

## Società

### Evoluzione demografica
Abitanti censiti